# تامی پروفیت
تامی جیمز پرافیت (انگلیسی: Tommee James Profitt؛ زادهٔ ۱۲ نوامبر ۱۹۸۴) ترانه‌سرا و تهیه‌کننده آمریکایی است.

## زندگی شخصی
پروفیت در اصل اهل گرندرپیدز، میشیگان، ایالات متحده است. او در سال ۲۰۱۷ به نشویل، تنسی نقل مکان کرد تا به حرفه موسیقی خود ادامه دهد. او روی تولید و توسعه صدای ان‌اف کار کرده‌است. او در سال‌های بعد در موسیقی سینما و تلویزیون نیز فعالیت داشته‌است.
موسیقی پروفیت در ۲۴، میراث‌ها، کوانتیکو، پزشک خوب، فرار از زندان، تازه‌کار، آمریکاز گات تلنت، امپراتوری، استخوان‌ها، سرگذشت ندیمه، بازی‌های گرسنگی: زاغ مقلد – بخش ۲، ان‌اف‌ال، تی‌وای‌آر اسپورت و غیره نمایش داده شده‌است. او برنده دو جایزه Dove و نامزد پنج جایزه شده‌است.
موسیقی پروفیت برای تبلیغات و موسیقی بازی‌های ویدیویی از جمله گوست ریکان نقطه توقف، ایپکس لجندز، اساسینز کرید، یواف‌سی ۲ و مادن استفاده شده‌است.
در سال ۲۰۱۸، پروفیت آهنگ برتر تلویزیون را برای دو هفته متوالی با کاورهای آهنگ «در پایان» از لینکین پارک، با حضور فلوری خواننده و ترانه‌سرا و جونگ یوث، رپر آمریکایی، برگزار کرد. همکاری دیگری، «مرا بیدار کن» با حضور فلوری، در جدول ۵۰ آهنگ برتر آی‌تیونز و در نمودار ۵۰ آهنگ برتر اسپاتیفای قرار گرفت.

## همکاری‌ها
پروفیت به خاطر کار تولیدی‌اش با رپر آمریکایی ان‌اف شناخته می‌شود. این دو در میشیگان ملاقات کردند، زمانی که ان‌اف به عنوان یک رپر شروع به کار کرد و پروفیت از یک هنرمند تمام وقت به یک تهیه‌کننده تبدیل می‌شد. پروفیت قرارداد انتشار خود را با گروه موسیقی مسیحی کاپیتول در سال ۲۰۱۴ امضا کرد، همان سالی که ان‌اف به عنوان هنرمند با این گروه قرارداد امضا کرد. آنها همچنان با همکاری مکرر خود ادامه داده‌اند، و پروفیت در نوشتن و تولید چهار نسخه کامل ان‌اف که تحت گروه موسیقی مسیحی کاپیتول منتشر شده‌اند، همکاری می‌کند.
اولین آلبوم، امارت، در رتبه ۱ جدول آلبوم‌های مسیحی بیلبورد قرار گرفت و در جدول آلبوم بیلبورد ۲۰۰ به رتبه ۶۲ رسید. آلبوم دوم، جلسه درمانی، همچنین در رتبه اول جدول آلبوم‌های مسیحی قرار گرفت و در بیلبورد ۲۰۰ به رتبه ۱۲ رسید. سومین آلبوم استودیویی ان‌اف، ادراک، در رتبه اول در بیلبورد ۲۰۰ قرار گرفت؛ چهارمین آلبوم استودیویی او، جستجو نیز همین کار را کرد. با بیش از یک میلیارد استریم جهانی، آهنگ آنها، «اجازه از پا درآمدن تو» جایگاه شماره ۱ جدول پاپ بیلبورد را کسب کرد و تبدیل به یک تک‌آهنگ پلاتینیوم ۸× آرآی‌ای‌ای شد. علاوه بر همکاری با ان‌اف، تامی با هانتر هیز، میگوس، ده اسکور، آوریل لوین، سوشیال کلاب میسفیس، آنجی رز، توبی‌مک، کریس تاملین، کرودر، بریت نیکول، سورسینا، کلتون دیکسون، جاش گروبن، نیکول نوردمن، بلانکا، روئل، جونگ یوث، فلوری و دیگران کار کرده‌است.

### مجموعه آهنگ‌های سینمایی
انتشارات پروفیت شامل شش جلد آهنگ سینمایی است که همکاری‌های او با هنرمندان دیگر در سینما و تلویزیون را جمع‌آوری می‌کند، مانند گلوریا رگالی، جدیدترین همکاری متمرکز او با فلوری.
| سال  | آلبوم/آهنگ              | هنرمند برجسته |
| ---- | ----------------------- | --- |
| ۲۰۱۹ | آهنگ‌های سینمایی (جلد ۶) | نیکول سرانو، فلوری، بروک، رویال و سرپنت، سام تینز، زیا، روبی آمانفو و بیکن لایت                                    |
| ۲۰۱۹ | گلوریا رگالی            | فلوری |
| ۲۰۱۸ | آهنگ‌های سینمایی (جلد ۵) | سام تینز، روبی آمانفو، فلوری، جونگ یوث، بروک گریفیث، روئل، ترلا، مایک مینس و لیو اش                                |
| ۲۰۱۸ | آهنگ‌های سینمایی (جلد ۴) | سارا ریوز، فلوری، کلتون دیکسون، دانیلا میسون، استیون مالکوم، رویال و سرپنت، ویسل، بیکن لایت، اف‌جی‌اوآرال و سام تینز |
| ۲۰۱۸ | آهنگ‌های سینمایی (جلد ۳) | لیو اش، استیون مالکوم، جسی ارلی، بیکن لایت، جونگ یوث، رین وایلدر، سورسینا، سام تینز، لین جونز و زیا                |
| ۲۰۱۷ | آهنگ‌های سینمایی (جلد ۲) | مایک مینز، سورسینا، بیکن لایت، کوییور، فلوری، لیو اش و سام تینز                                                    |
| ۲۰۱۷ | آهنگ‌های سینمایی (جلد ۱) | سام تینز، روئل، سورسینا، واندرا، فلوری، کاپا و آرون رایت                                                           |

## آلبوم‌شناسی
| سال  | جزئیات آلبوم                                                                                                 | اوج موقعیت‌های نمودار | اوج موقعیت‌های نمودار |
| سال  | جزئیات آلبوم                                                                                                 | آلبوم‌های تعطیلات     | آلبوم‌های مسیحی       |
| ---- | --- | -------------------- | -------------------- |
| ۲۰۲۰ | تولد یک پادشاه - اکران: ۱۶ اکتبر ۲۰۲۰ - برچسب: گروه موسیقی مسیحی کاپیتول - قالب: سی‌دی، دانلود موسیقی، استریم | ۲۸                   | ۲۶                   |

## جوایز Dove
| سال  | آلبوم نامزد شده                  | جوایز                       | خواننده             | نتیجه |
| ---- | -------------------------------- | --------------------------- | ------------------- | ----- |
| ۲۰۱۵ | عمارت                            | آلبوم رپ/هیپ هاپ سال        | ان‌اف                | نامزد |
| ۲۰۱۶ | جلسه درمانی                      | آلبوم رپ/هیپ هاپ سال        | ان‌اف                | برنده |
| ۲۰۱۶ | فقط می‌خواهم بدانم                | آهنگ رپ/هیپ هاپ ضبط شده سال | ان‌اف                | نامزد |
| ۲۰۱۷ | خودش                             | تهیه‌کننده سال               | خودش                | نامزد |
| ۲۰۱۸ | فریاد جنگی (همراه با تائورن ولز) | آهنگ رپ/هیپ هاپ ضبط شده سال | سوشیال کلاب میسفیتس | برنده |
| ۲۰۱۹ | المان‌ها                          | پاپ/آلبوم معاصر سال         | توبی‌مک              | نامزد |
| ۲۰۱۹ | من یک روح را می‌شناسم             | پاپ/آلبوم معاصر سال         | کرودر               | نامزد |

## فیلم و تلویزیون
| عنوان فیلم                     | عنوان آهنگ                                           | تاریخ           | منبع   |
| ------------------------------ | ---------------------------------------------------- | --------------- | ------ |
| بت وومن                        | یک قهرمان در درونت هست (همراه با فلوری)              | ۲۶ اکتبر ۲۰۱۹   | [ ۳۱ ] |
| نانسی درو                      | بیدارم کن (همراه با فلوری)                           | ۸ اکتبر ۲۰۱۹    | [ ۳۱ ] |
| یک داستان برایم بگو            | یک چشم باز (همراه با دانیلا میسون)                   | ۳ اکتبر ۲۰۱۹    | [ ۳۲ ] |
| ایستگاه ۱۹                     | آیا اکنون می‌توانی اشتیاق را حس کنی؟ (همراه با فلوری) | ۴ اکتبر ۲۰۱۹    | [ ۳۲ ] |
| نوع پررنگ                      | آیا اکنون می‌توانی اشتیاق را حس کنی؟ (همراه با فلوری) | ۲۸ مه ۲۰۱۹      | [ ۳۲ ] |
| نوع پررنگ                      | آیا اکنون می‌توانی اشتیاق را حس کنی؟ (همراه با فلوری) | ۲۷ مه ۲۰۱۹      | [ ۳۱ ] |
| پرنسس اسپانیایی                | گلوریا رگالی (همراه با فلوری)                        | ۵ مه ۲۰۱۹       | [ ۳۲ ] |
| دنیای رقص                      | بیدارم کن (همراه با فلوری)                           | ۵ مه ۲۰۱۹       | [ ۳۲ ] |
| شنل و خنجر                     | آیا اکنون می‌توانی اشتیاق را حس کنی؟ (همراه با فلوری) | ۲۴ آوریل ۲۰۱۹   | [ ۳۱ ] |
| همه آمریکایی                   | جنگجوها (همراه با استیون مالکولم)                    | ۱۹ مارس ۲۰۱۹    | [ ۳۱ ] |
| خدمه جوهر سیاه: شیکاگو         | برعهده گرفتن                                         | ۶ مارس ۲۰۱۹     | [ ۳۲ ] |
| دشمن درون                      | برخاستن به بالا (همراه با ترلا)                      | ۲۵ فوریه ۲۰۱۹   | [ ۳۲ ] |
| سیستا کی                       | من یک حاکم هستم (همراه با روبی آمانفو)               | ۲۲ ژانویه ۲۰۱۹  | [ ۳۲ ] |
| بازی‌های تایتان                 | جنگجوها (همراه با استیون مالکولم)                    | ۳ ژانویه ۲۰۱۹   | [ ۳۲ ] |
| میراث‌ها                        | بیدارم کن (همراه با فلوری)                           | ۵ دسامبر ۲۰۱۸   | [ ۳۱ ] |
| میراث‌ها                        | در پایان (همراه با جونگ یوث و فلوری)                 | ۲۸ نوامبر ۲۰۱۸  | [ ۳۱ ] |
| افسون شده                      | بیدارم کن (همراه با فلوری)                           | ۱۷ نوامبر ۲۰۱۸  | [ ۳۱ ] |
| دختری در تار عنکبوت            | شرور (همراه با رویال و سرپنت)                        | ۸ نوامبر ۲۰۱۸   | [ ۳۱ ] |
| یک داستان برایم بگو            | به جنگل خوش آمدی                                     | ۳۱ اکتبر ۲۰۱۸   | [ ۳۲ ] |
| ضربه‌های محکم                   | چرا (همراه با ان‌اف)                                  | ۷ اوت ۲۰۱۸      | [ ۳۱ ] |
| چلنج: قهرمان‌ها دربرابر ستاره‌ها | جنگجوها (همراه با استیون مالکولم)                    | ۱۹ ژوئن ۲۰۱۸    | [ ۳۲ ] |
| پزشک خوب                       | برای زندگی خود صبر کن (همراه با سام تینز)            | ۷ ژانویه ۲۰۱۸   | [ ۳۱ ] |
| شجاع                           | برای زندگی خود صبر کن (همراه با سام تینز)            | ۲۴ سپتامبر ۲۰۱۷ | [ ۳۱ ] |
| قدرت                           | ما فرار می‌کنیم (همراه با بیکن لایت)                  | ۲۴ ژوئن ۲۰۱۷    | [ ۳۱ ] |
| فرار از زندان                  | قهرمان (همراه با مایک مین)                           | ۴ آوریل ۲۰۱۷    | [ ۳۲ ] |
| خدمه جوهر سیاه: شیکاگو         | سنگ زنی (همراه با ان‌اف)                              | ۵ آوریل ۲۰۱۷    | [ ۳۳ ] |
| کوانتیکو                       | ما فردا می‌جنگیم                                      | ۱۹ مارس ۲۰۱۷    | [ ۳۱ ] |
| کوانتیکو                       | قهرمان                                               | ۱۹ فوریه ۲۰۱۷   | [ ۳۱ ] |
| حکومت                          | تنفس (همراه با فلوری)                                | ۹ ژوئن ۲۰۱۷     | [ ۳۱ ] |
| حکومت                          | درد مانند جهنم (همراه با فلوری)                      | ۱۰ فوریه ۲۰۱۷   | [ ۳۳ ] |
| گستره                          | در کدام طرف هستی (همراه با روئل)                     | ۱ فوریه ۲۰۱۷    | [ ۳۲ ] |
| استخوان‌ها                      | تنفس (همراه با فلوری)                                | ۳ ژانویه ۲۰۱۷   | [ ۳۳ ] |
| ملکه شکر                       | درد مانند جهنم (همراه با فلوری)                      | ۷ سپتامبر ۲۰۱۶  | [ ۳۳ ] |
| مهار                           | درد مانند جهنم (همراه با فلوری)                      | ۳۱ مه ۲۰۱۶      | [ ۳۳ ] |
| مهار                           | درد مانند جهنم (همراه با فلوری)                      | ۲۴ مه ۲۰۱۶      | [ ۳۳ ] |
| عشق و هیپ هاپ: آتلانتا         | بیدار شو (همراه با ان‌اف)                             | ۱۷ اوت ۲۰۱۵     | [ ۳۳ ] |
| فریاد                          | درد مانند جهنم (همراه با فلوری)                      | ۲۸ ژوئیه ۲۰۱۵   | [ ۳۳ ] |